# Diócesis de Chiavari
La diócesis de Chiavari (en latín: Dioecesis Clavarensis y en italiano: Diocesi di Chiavari) es una circunscripción eclesiástica de la Iglesia católica en Italia. Se trata de una diócesis latina, sufragánea de la arquidiócesis de Génova. Desde el 10 de abril de 2021 su obispo es Giampio Luigi Devasini.

## Territorio y organización

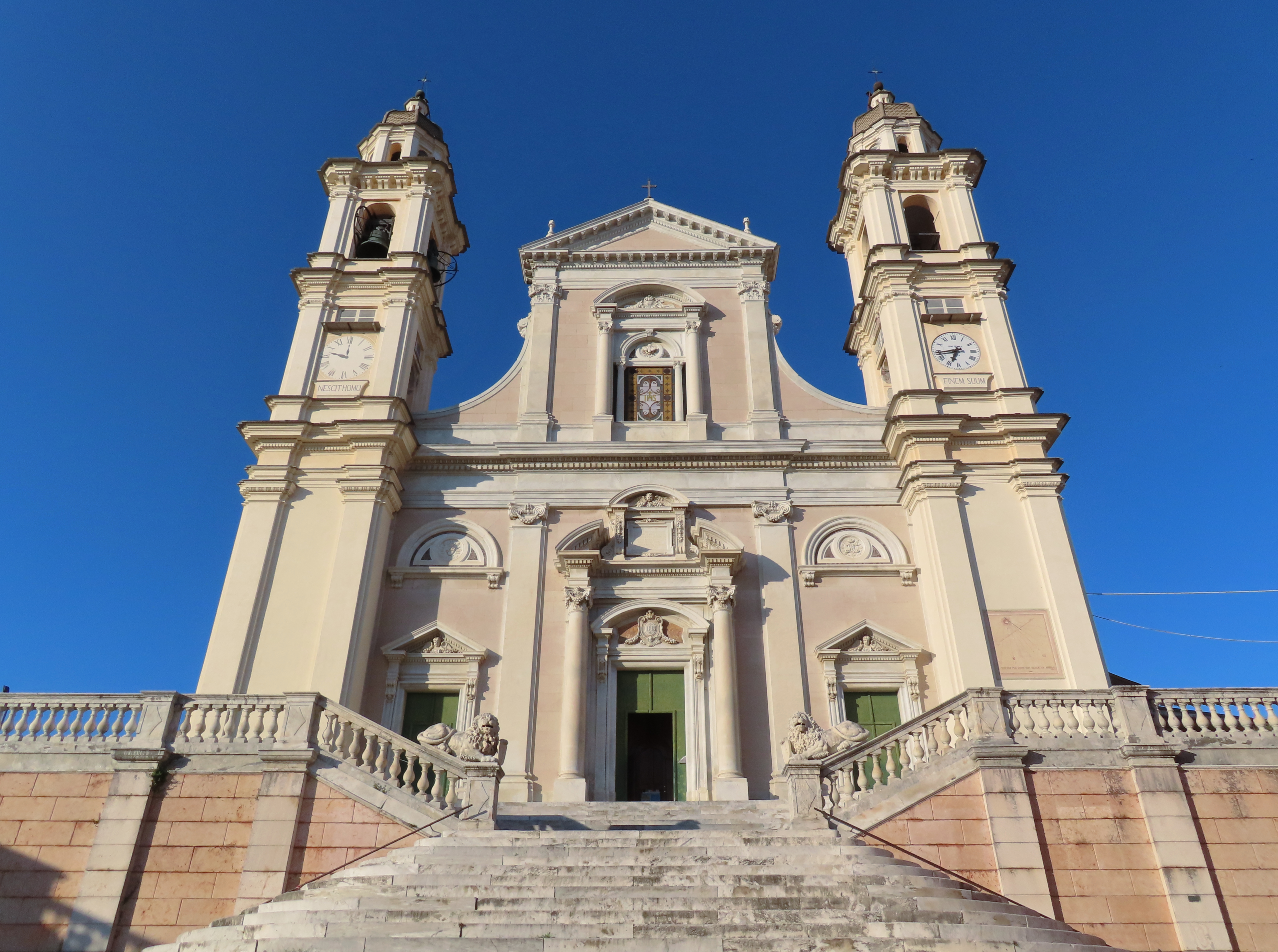
Basílica de San Esteban, en Lavagna

La diócesis tiene 560 km² y extiende su jurisdicción sobre los fieles católicos de rito latino residentes en parte de la región de Liguria, comprendiendo en la ciudad metropolitana de Génova las comunas de: Borzonasca, Carasco, Casarza Ligure, Castiglione Chiavarese, Chiavari, Cicagna, Cogorno, Coreglia Ligure, Favale di Malvaro, Lavagna, Leivi, Lorsica, Lumarzo, Mezzanego, Moconesi, Moneglia, Ne, Neirone, Orero, Portofino, Rapallo, San Colombano Certenoli, Santa Margherita Ligure, Sestri Levante y Zoagli.

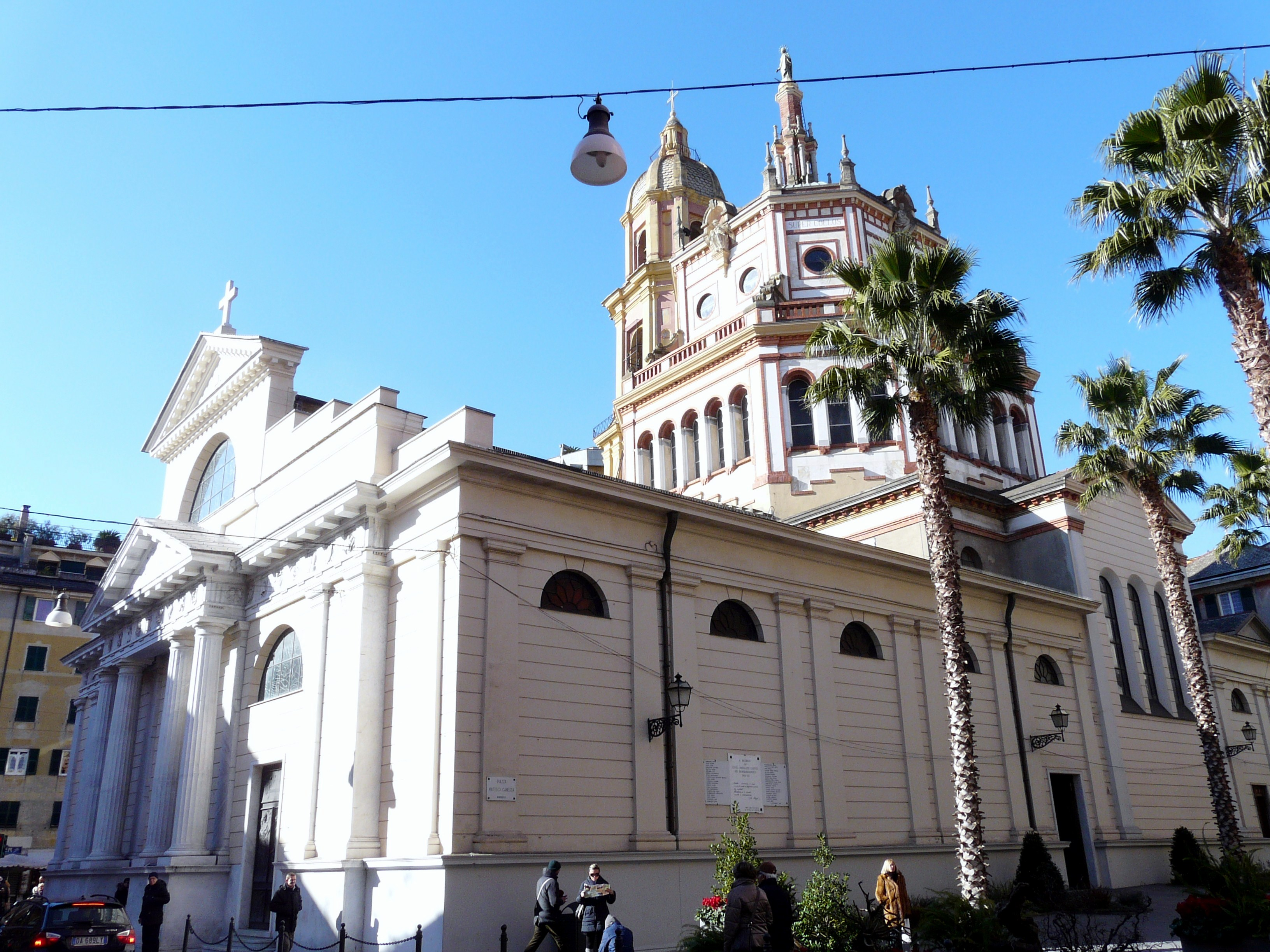
Basílica de los Santos Gervasio y Protasio, en Rapallo

La sede de la diócesis se encuentra en la ciudad de Chiavari, en donde se halla la Catedral de Nuestra Señora del Huerto. En el territorio diocesano existen las siguientes basílicas menores:
- basílica de San Esteban, en Lavagna;
- Basílica de los Santos Gervasio y Protasio, en Rapallo;
- Basílica de Santa Margarita, en Santa Margherita Ligure;
- Basílica santuario de Nuestra Señora de Montallegro, en Montallegro (Rapallo);
- Basílica de San Salvador, en San Salvatore dei Fieschi (Cogorno);
- Basílica de Santa María de Nazaret, en Sestri Levante.

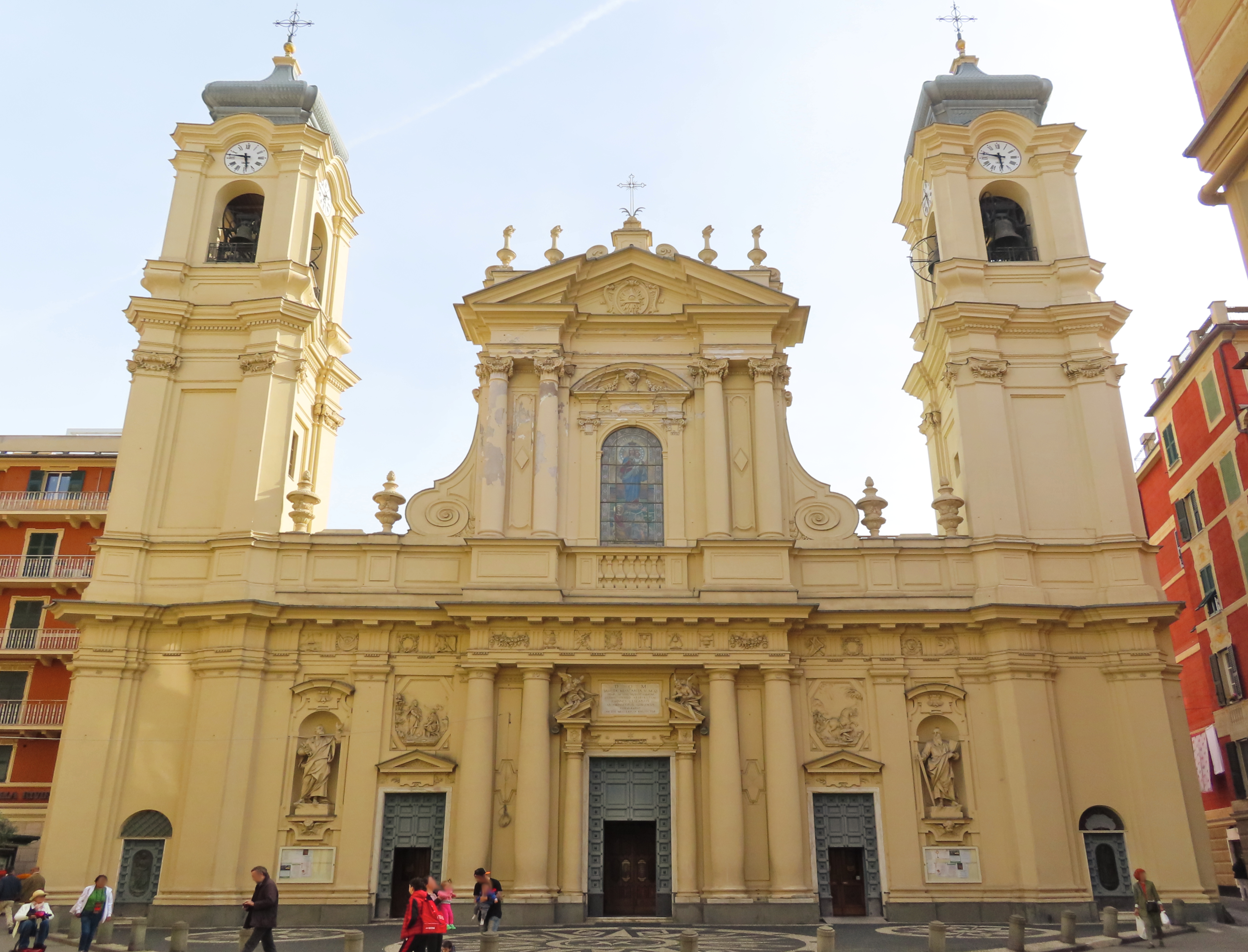
Basílica de Santa Margarita, en Santa Margherita Ligure

En 2021 en la diócesis existían 140 parroquias agrupadas en 5 vicariatos: Chiavari e Lavagna, Val Fontanabuona, Rapallo e Santa Margherita Ligure, Sestri Levante, Sturla y Graveglia.

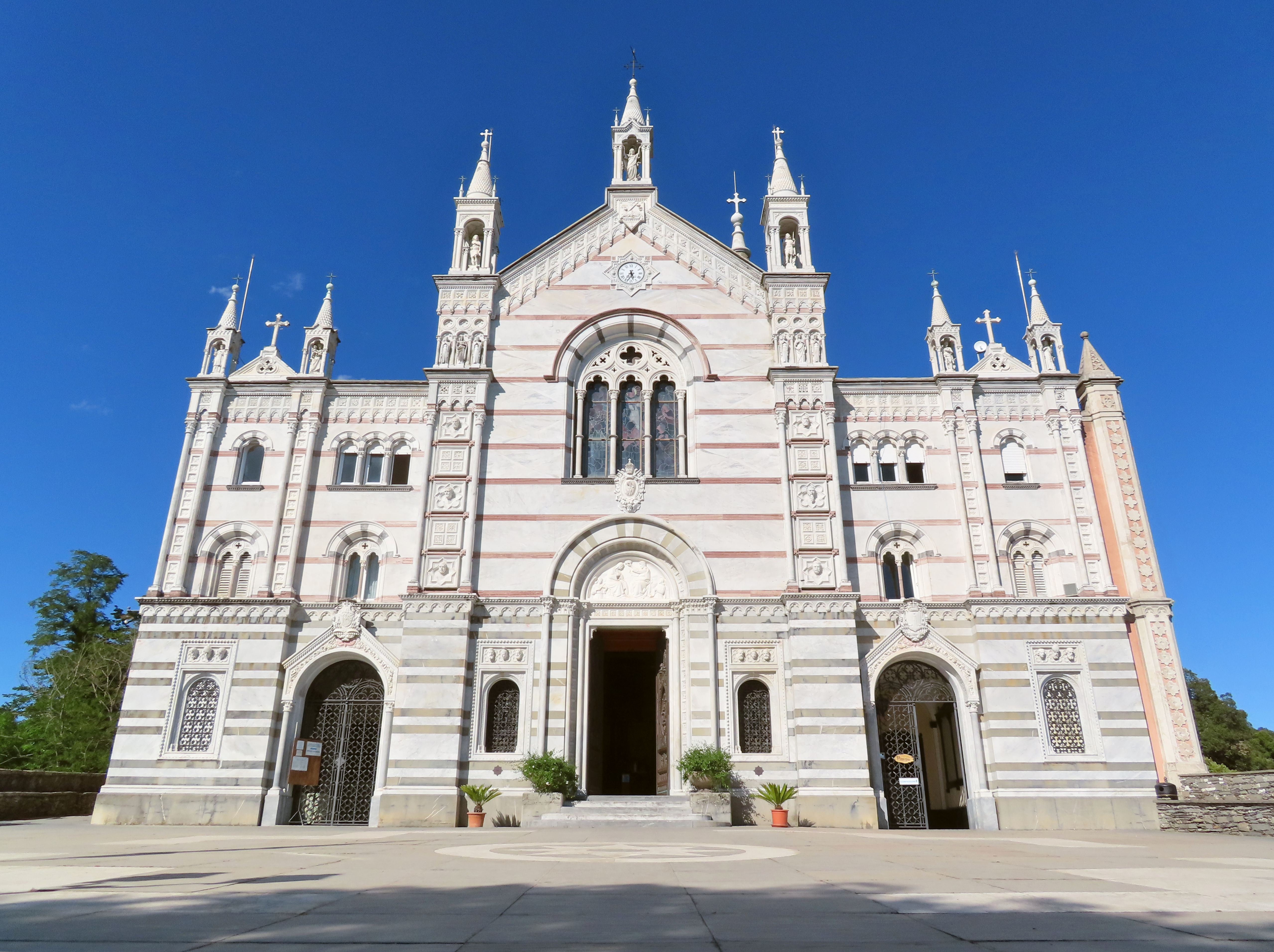
Basílica santuario de Nuestra Señora de Montallegro, en Montallegro

## Historia
La diócesis fue erigida el 3 de diciembre de 1892 mediante la bula Romani Pontificies del papa León XIII, obteniendo el territorio a partir del desmembramiento de las áreas pastorales al este de la arquidiócesis de Génova. De hecho, el territorio diocesano incluye la zona de Tigullio, Val Fontanabuona, Val Petronio, Val Sturla y Val Graveglia. La diócesis pasó a ser sufragánea de la arquidiócesis de Génova. Históricamente, sin embargo, se había esperado su erección durante más de tres siglos.
Fue en efecto 1583 cuando la comuna de Chiavari, aprovechando la elección de Gerolamo Chiavari de Chiavari al título de dux de la República de Génova pro tempore, pidió en vano la erección de la diócesis. Un primer paso se dio en 1610 con la decisión del arzobispo de Génova, el cardenal Orazio Spinola, de establecer una oficina de vicario general en la ciudad del este de Liguria, que tenía jurisdicción sobre todas las parroquias del distrito de Chiavari.
Después de la anexión de la República de Liguria al Primer Imperio francés, que tuvo lugar en 1805, tras la caída de la República genovesa en 1797, la comunidad de Chiavari, en virtud del concordato de 1801 entre Napoleón y el papa Pío VII que preveía la erección de las diócesis en los nuevos jefes de departamento (Chiavari fue nombrada capital del departamento de los Apeninos), hizo una nueva petición a Roma, pero una vez más las esperanzas se desvanecieron al ser ignorada.
A partir de 1812 el cardenal Giuseppe Spina volvió a nombrar un vicario general: Giuseppe Cocchi, arcipreste de la iglesia parroquial de San Giovanni Battista en Chiavari.
De 1826 a 1838 estuvo como vicario Antonio Maria Gianelli, también arcipreste de la iglesia de San Giovanni Battista y vicario foráneo de Levante y Val di Vara, con 110 parroquias, área geográfica de Spezzino, entonces todavía incluida en la arquidiócesis de Génova y en el departamento de Levante.
Una nueva petición fue presentada en vano al arzobispo de Génova y al rey de Cerdeña Carlos Alberto en 1847.
Después de haber proporcionado los fondos para la futura mensa episcopal en 1882, gracias a los considerables bienes del sacerdote Francesco Bancalari de Chiavari, y de haber hecho una nueva petición a la Santa Sede, esta fue aceptada definitivamente mediante la bula de León XIII en 1892. Nuestra Señora del Huerto —que se apareció a Sebastiano Descalzo de Chiavaro el 2 de julio de 1610— y Nuestra Señora de Montallegro —que se apareció a Giovanni Chichizola en Monte Allegro el 2 de julio de 1557— son invocadas como patrona y copatrona de la diócesis de nueva erección. Ya eran patrones de las distintas capitanías de Chiavari y Rapallo en la época republicana genovesa.
Sin embargo, la erección de la diócesis no fue algo sencillo y no fue aceptada por todos. Ya en 1882, con la creación del fondo episcopal, varios párrocos se opusieron enérgicamente a la recién creada diócesis, recurriendo a la Santa Sede, que inicialmente emitió un dictamen desfavorable. Al final, sin embargo, se erigió la diócesis; pero el gobierno real concedió el exequatur recién dos años y medio después, el 7 de abril de 1895.
Hasta 1896 la diócesis tuvo como administrador apostólico al arzobispo de Génova Tommaso Reggio: a propuesta suya, en 1893 Fortunato Vinelli fue nombrado su auxiliar para la diócesis de Chiavari. El 7 de enero de 1896, mediante el decreto Apostolicis litteris de la Sagrada Congregación Consistorial, la diócesis de Chiavari fue sustraída de la administración apostólica de los metropolitanos genoveses y el 16 de marzo siguiente el propio Vinelli fue nombrado primer obispo diocesano. Fue responsable de la convocatoria del primer sínodo diocesano en 1899, de la construcción del seminario que lleva el nombre de León XIII y bendecido por el arzobispo Reggio el 5 de julio de 1899, y de la construcción de la nueva fachada de la catedral.
En la primera mitad del siglo XX se distinguió el obispo Amedeo Casabona; fundó la revista diocesana en 1918, convocó dos sínodos diocesanos (1921 y 1933), celebró el primer congreso eucarístico diocesano en 1946.
El 26 de julio de 1959, mediante el decreto Ad animarum saluti de la Sagrada Congregación Consistorial, se hicieron coincidir los límites de la diócesis con los límites de la provincia de Génova. Así Chiavari cedió un buen número de parroquias a la diócesis de La Spezia y una parroquia a la diócesis de Brugnato; al mismo tiempo recibió una veintena de nuevas parroquias (Sestri Levante, Casarza Ligure, Castiglione Chiavarese y Moneglia) de la misma diócesis de Brugnato.
La última modificación del territorio diocesano se remonta al 16 de septiembre de 1989 cuando mediante el decreto Pastoralis collocatio, del territorio de la antigua diócesis de Bobbio se agregaron las tres comunidades parroquiales de Borzonasca.
La diócesis de Chiavari recibió la visita pastoral del papa Juan Pablo II los días 18 y 19 de septiembre de 1998.
Desde el 3 de octubre de 2005 un sacerdote de la diócesis de Chiavari y otro de la arquidiócesis de Génova se encuentran al servicio de la Iglesia católica en Cuba, en la diócesis de Santa Clara, en la provincia de Villa Clara.

## Estadísticas
Según el Anuario Pontificio 2022 la diócesis tenía a fines de 2021 un total de 137 430 fieles bautizados.
| Año                                                                             | Población            | Población | Población      | Sacerdotes | Sacerdotes    | Sacerdotes    | Bautizados por sacerdote | Diáconos permanentes | Religiosos | Religiosos | Parroquias |
| Año                                                                             | Bautizados católicos | Total     | % de católicos | Total      | Clero secular | Clero regular | Bautizados por sacerdote | Diáconos permanentes | Varones    | Mujeres    | Parroquias |
| ------------------------------------------------------------------------------- | -------------------- | --------- | -------------- | ---------- | ------------- | ------------- | ------------------------ | -------------------- | ---------- | ---------- | ---------- |
| 1950                                                                            | 100 000              | 100 000   | 100.0          | 270        | 230           | 40            | 370                      |                      | 48         | 550        | 148        |
| 1959                                                                            | 110 000              | 110 000   | 100.0          | 237        | 187           | 50            | 464                      |                      | 59         | 610        | 134        |
| 1970                                                                            | 137 700              | 137 946   | 99.8           | 216        | 166           | 50            | 637                      |                      | 50         | 560        | 136        |
| 1980                                                                            | 144 000              | 147 000   | 98.0           | 210        | 158           | 52            | 685                      | 1                    | 56         | 545        | 136        |
| 1990                                                                            | 142 000              | 145 120   | 97.9           | 192        | 144           | 48            | 739                      | 1                    | 54         | 407        | 139        |
| 1999                                                                            | 142 400              | 142 850   | 99.7           | 186        | 143           | 43            | 765                      | 3                    | 48         | 416        | 139        |
| 2000                                                                            | 142 400              | 142 850   | 99.7           | 187        | 144           | 43            | 761                      | 3                    | 48         | 340        | 139        |
| 2001                                                                            | 141 650              | 142 100   | 99.7           | 181        | 138           | 43            | 782                      | 3                    | 48         | 334        | 139        |
| 2002                                                                            | 141 500              | 142 000   | 99.6           | 179        | 136           | 43            | 790                      | 4                    | 48         | 319        | 140        |
| 2003                                                                            | 141 600              | 142 000   | 99.7           | 175        | 135           | 40            | 809                      | 4                    | 40         | 314        | 140        |
| 2004                                                                            | 141 500              | 142 000   | 99.6           | 162        | 129           | 33            | 873                      | 4                    | 33         | 304        | 140        |
| 2006                                                                            | 141 600              | 142 000   | 99.7           | 171        | 120           | 51            | 828                      | 4                    | 55         | 270        | 140        |
| 2013                                                                            | 136 000              | 141 408   | 96.2           | 144        | 103           | 41            | 944                      | 7                    | 46         | 212        | 140        |
| 2016                                                                            | 137 000              | 143 800   | 95.3           | 128        | 96            | 32            | 1070                     | 8                    | 34         | 178        | 140        |
| 2019                                                                            | 135 331              | 140 343   | 96.4           | 132        | 103           | 29            | 1025                     | 7                    | 30         | 150        | 140        |
| 2021                                                                            | 137 430              | 142 600   | 96.4           | 116        | 93            | 23            | 1184                     | 8                    | 24         | 130        | 140        |
| Fuente: Catholic-Hierarchy, que a su vez toma los datos del Anuario Pontificio. |                      |           |                |            |               |               |                          |                      |            |            |            |

## Episcopologio
- Sede vacante (1892-1896)

- Fortunato Vinelli † (16 de marzo de 1896-26 de diciembre de 1910 falleció)
- Giovanni Gamberoni † (10 de abril de 1911-22 de marzo de 1917 nombrado arzobispo de Vercelli)
- Natale Serafino † (22 de marzo de 1917-4 de agosto de 1917 renunció[nota 2])
- Amedeo Casabona † (3 de noviembre de 1917-6 de marzo de 1948 falleció)
- Francesco Marchesani † (22 de abril de 1948-4 de julio de 1971 falleció)
- Luigi Maverna † (9 de septiembre de 1971-22 de febrero de 1973 renunció)
- Daniele Ferrari † (22 de febrero de 1973-4 de agosto de 1995 retirado)
- Alberto Maria Careggio (4 de agosto de 1995-20 de marzo de 2004 nombrado obispo de Ventimiglia-San Remo)
- Alberto Tanasini † (20 de marzo de 2004-10 de abril de 2021 retirado)
- Giampio Luigi Devasini, desde el 10 de abril de 2021